# Anthony Grant
Anthony Paul Shaun Andrew Daure Grant (Lambeth, 4 de junho de 1987) é um futebolista jamaicano que atua como meio-campista. Atualmente joga pelo Swindon Town.

## Carreira
Tendo chegado às categorias de base do Chelsea em 2000, Grant profissionalizou-se em 2004 e passou a integrar o time reserva. Em maio de 2005, disputou sua única partida na equipe principal dos Blues, quando o Chelsea já vencia o Manchester United por 3 a 1. Entrou aos 90 minutos, substituindo Joe Cole. Suas atuações na equipe reserva impressionaram a comissão técnica, que integrou ao elenco principal para a temporada 2005–06 com a camisa 42, mas não atuou em nenhum jogo e foi emprestado ao Oldham Athletic em janeiro de 2006, disputando 2 partidas antes de voltar aos Blues em fevereiro.
Embora ainda vinculado ao Chelsea, Grant continuou fora dos planos de José Mourinho e foi emprestado para Wycombe Wanderers (49 jogos no total), Luton Town (5 partidas) e Southend United (10 jogos), que o contratou em definitivo após ficar sem contrato com o Chelsea, e em setembro de 2008 marcou seu primeiro gol como profissional na vitória por 4 a 3 sobre o Crewe Alexandra. Em 2012, não renovou seu contrato com o Southend e assinou com o Stevenage sem custos.
Atuou também por Crewe Alexandra, Port Vale, Peterborough United, Shrewsbury Town e Swindon Town, onde atuou por empréstimo por um ano e contratado em definitivo em agosto de 2020.

## Carreira internacional
Tendo representado as seleções de base da Inglaterra entre 2002 e 2006, Grant optou em defender a Jamaica, recebendo suas primeiras convocações pelos Reggae Boys em agosto de 2021. A estreia foi na derrota por 2 a 1 para o México, pelas eliminatórias da CONCACAF para a Copa de 2022.

## Títulos
Chelsea
- Premier League: 2004–05

Swindon Town
- League Two: 2019–20

### Individuais
- Jogador do ano do Port Vale: 2015–16
- Jogador do ano do Swindon Town: 2019–20